# Alberto Simeone
Alberto Simeone (Castelpoto, 9 ottobre 1943 – Latina, 1º febbraio 2016) è stato un politico e avvocato italiano.

## Biografia
Dopo gli studi e la laurea in giurisprudenza esercitò la professione di avvocato a Benevento, città per la quale fu eletto consigliere comunale alle elezioni del 1985 per il Movimento Sociale Italiano. Nel 1994 fu eletto alla Camera dei deputati per Alleanza Nazionale nel collegio uninominale di Benevento, dove fu confermato nel 1996, questa volta con l'appoggio di tutte le forze del Polo per le Libertà. Nella XIII Legislatura fece parte della II Commissione permanente Giustizia e fu il primo firmatario di un disegno di legge, approvato a larga maggioranza in parlamento, che rendeva più facile l'accesso per le pene alternative al carcere in caso di condanna uguale o inferiore a tre anni di detenzione.
Tale legge (chiamata poi nel gergo giornalistico legge Simeone) fu poi duramente attaccata da membri del suo stesso schieramento politico che l'avevano votata in parlamento, in quanto ritenuta corresponsabile dell'aumento dei crimini comuni. Simeone, già amareggiato dalle critiche, nel 2001 abbandonò Alleanza Nazionale per il gruppo misto e accettò la candidatura di Democrazia Europea per le elezioni politiche, ma col 7,0% dei voti nel collegio senatoriale di Benevento non riuscì a rientrare in parlamento. Tornò allora a dedicarsi a pieno titolo all'attività forense.
Morì a Latina il 1º febbraio 2016 in seguito ad una caduta. I funerali furono celebrati nella Chiesa di San Gennaro due giorni più tardi da mons. Pasquale Maria Mainolfi.

## Filmografia
Cameo nel docufilm Fine Pena. Il futuro oltre le sbarre (2016).